# Ode to Echo
Ode to Echo is een studioalbum van Glass Hammer. Het werd grotendeels  opgenomen in de eigen geluidsstudio Sound Recources in Chattanooga (Tennessee).
Ode to Echo is een conceptalbum over narcisme. Echo staat dan ook voor Echo, die verliefd werd op Narcissus, maar die hield meer van zichzelf. De track Ozymandias voert terug op Ozymandias of wel Ramses II die zichzelf benoemde tot farao van de farao's.
Glass Hammer kreeg tot dan toe vaak het verwijt dat de muziek te veel zou lijken op die van Yes. De hoofdzanger van de band destijds Jon Davison was ook tijdelijk de zanger van Yes. Tijdens de opnamen van dit album kon Davidson echter niet altijd meezingen, aangezien hij met Yes op concerttoer was. Davisons stem lijkt op die van (oorspronkelijk) Yeszanger Jon Anderson. Nu deze zanger niet aanwezig kon zijn, week de muziek van dit album in tegenstelling tot de voorgangers meer af van de muziek van Yes. De band schakelde de zangers van voor de Davidsontijd in, de band is namelijk sinds jaar en dag een vriendenclub.
De meningen binnen de progressieve rock liepen sterk uiteen van 'matig' tot bijna 'Album van het jaar' (beide binnen het genre).

## Musici
- Fred Schendel – toetsinstrumenten, gitaar, achtergrondzang
- Steve Babb – basgitaar, toetsinstrumenten, achtergrondzang
- Kamran Alan Skihoh – gitaar, elektrische sitar
- Aaron Raulston – slagwerk
- Carl Groves, zang
- Jon Davison – zang, achtergrondzang
- Susie Bogdanowicz – zang, achtergrondzang

Met
- Walter Moore – zang
- Michelle Young – zang
- Randy Jackson – gitaar en achtergrondzang op Crowbone
- Rob Reed – toetsinstrumenten op Misantrog
- David Ragsdale – viool op Crowbone

## Muziek
| Nr. | Titel                                                                   | Duur  |
| --- | ----------------------------------------------------------------------- | ----- |
| 1.  | Garden of Hedon (Muziek: Skikoh, Schendel, Babb, Groves; Tekst: Groves) | 6:57  |
| 2.  | Misantrog (M: Schendel, Groves, T: Groves)                              | 10:00 |
| 3.  | Crowbone (M: Schendel; T: Robert Low)                                   | 7:22  |
| 4.  | I am I (M: Babb, Schendel; T: Babb)                                     | 8:15  |
| 5.  | The grey hills (M: Babb, Groves; T: Babb)                               | 4:47  |
| 6.  | Porpoise song (M/T: Gerry Goffin, Carole King)                          | 3:37  |
| 7.  | Panegyric (M/T: Schendel)                                               | 4:11  |
| 8.  | Ozymandias (M: Babb, Groves; T: Babb)                                   | 8:12  |